# تجزیه و تحلیل ریسک

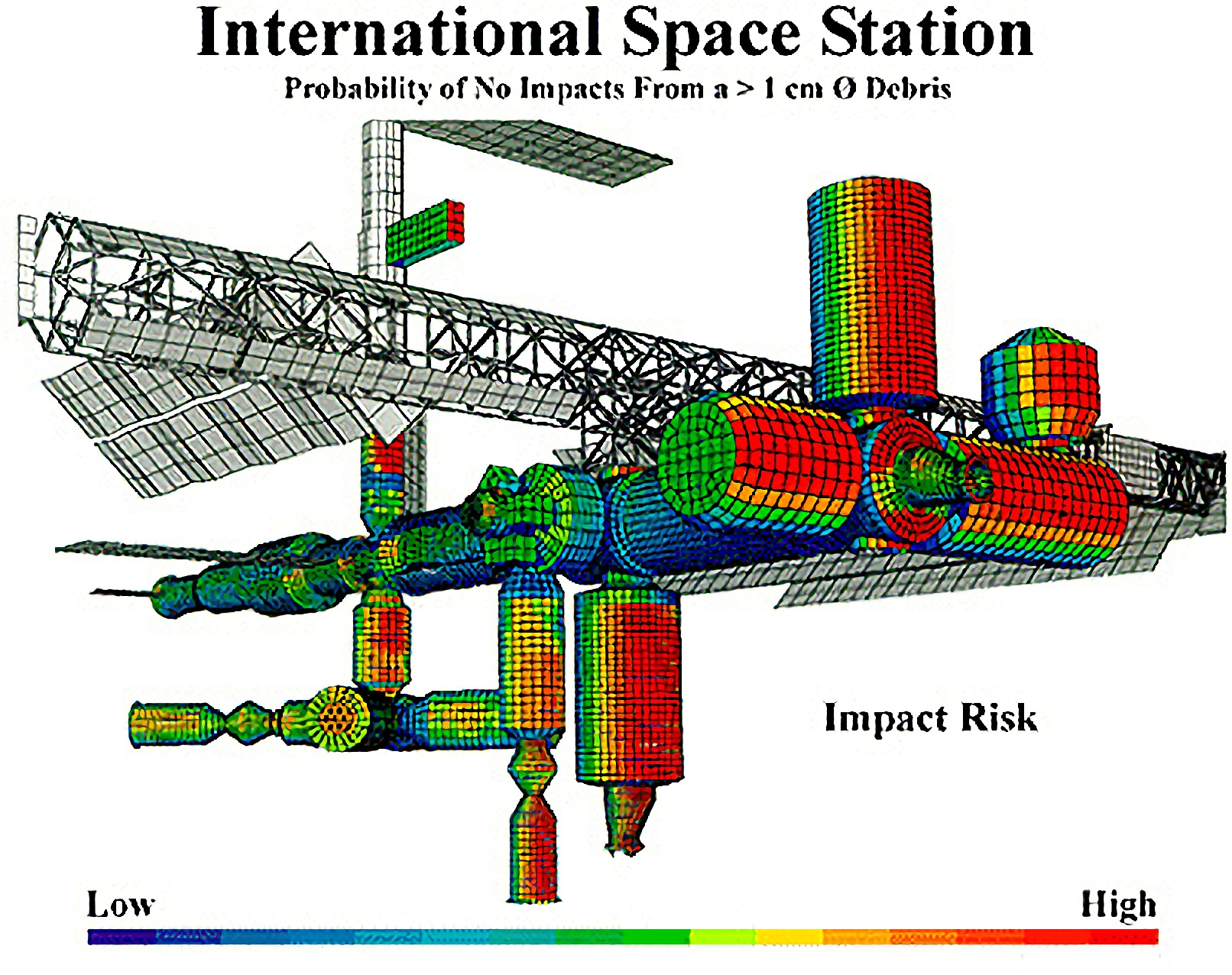
معنای ریسک

آنالیز ریسک تکنیکی است که برای شناسایی و ارزیابی مؤلفه‌ها و عواملی که ممکن است موفقیت یک پروژه یا دستیابی به یک هدف را به مخاطره بیندازند، مورد استفاده قرار می‌گیرد. نام دیگر این فرایند، «آنالیز حوادث پروژه» است. این فرایند نیازمند انجام یک تجزیه و تحلیل هزینه-سود است. فرایند هزینه-سود می بایست در بازنگری ویژگیها و مزایای یک دارایی یا فرایند دخیل باشد. 
بخشی از بازنگری یک پروژه، تعیین هزینه‌های آن است. این هزینه‌ها عبارتند از هزینه‌های تأمین و توسعه؛ یعنی هزینه‌های عملیاتی و نگهداری و ...، هزینه‌های مستندسازی، هزینه‌های آموزشی نیروی انسانی، هزینه زیرساخت‌ها، هزینه بروزآوری، هزینه‌های جابجایی و مانند آن. تمامی این هزینه‌ها مستلزم جنبه‌های مادی و معنوی است. 
اگرچه توجه به تمامی مؤلفه‌های هزینه‌ای برای تصمیم گیری در زمینه اجرای یک پروژه بسیار مهم است، ولی این هزینه‌های اجرایی تنها یک متغیر است. هزینه عدم اجرای یک پروژه نیز متغیر دیگری است که می‌بایست در فرایند تجزیه و تحلیل مورد توجه قرار گیرد. چنانچه اجرای پروژه با تاخیر مواجه شده یا مورد تصویب قرار نگیرد، چه اثراتی بر سازمان خواهد داشت؟ عدم پیشرفت پروژه چه تأثیراتی بر مزیتهای رقابتی سازمان دارد؟ چگونه می‌تواند توانایی شرکت در دستیابی به اهداف و ماموریتها را تحت تأثیر قرار دهد؟
در حالت کلی، هر جا که پول یا منابعی صرف می‌شود می بایست ارزیابی ریسک انجام شود. این امر سبب می‌شود که اجرا یا عدم اجرای پروژه با دلایل موجه همراه بوده و مدیر تلاش خود را جهت اتخاذ تصمیم درست انجام داده است. خروجی فرایند تحلیل ریسک دو بار مورد استفاده قرار می‌گیرد. بار نخست در زمان اتخاذ تصمیم است. مورد دوم در زمان ارائه نتایج تصمیم به شخص ثالث یا شریک بیرونی است و مدیر ناچار است تا فرایند تصمیم گیری خود را به وی ارائه دهد. در مجموع باید گفت که اجرای فرایندهای تحلیل و ارزیابی ریسک، درک و تجسم مناسبی از کسب و کار بدست می‌دهد.